# 波密点地梅
波密点地梅（学名：Androsace pomeiensis），为报春花科点地梅属下的一个植物种。